# Малая Лысковка (Дубровенский район)
Малая Лысковка (бел. Мала́я Лы́скаўка) — деревня в Дубровенском районе Витебской области Республики Беларусь. Входит в состав Добрынского сельсовета.

## География
Ближайшие населённые пункты Большая Дятель, Большая Лысковка и др.

## История
В 1910 году в Сватошицкой волости Горецкого уезда Могилёвской губернии.
До 16 октября 1989 года деревня входила в состав Кленовского сельсовета.

## Население

### Численность
- 2009 год — 1 человек

### Динамика
- 1999 год — 1 человек (перепись населения)
- 2009 год — 1 человек (перепись населения)[2]

## Улицы
- Полевая